# Langues danao
Les langues danao (ou danaw) sont un des petits groupes de langues composant les langues grandes philippines centrales. Ces dernières font partie des langues philippines, un des deux rameaux de la branche malayo-polynésienne des langues austronésiennes. 
Les trois langues danao sont parlées aux Philippines, dans le Sud-Ouest de l'île de Mindanao.

## Classification

Les langues philippines, entourées en bleu

Blust (1991) classe les langues danao à l'intérieur du groupe du grand philippin central. Les langues sont :
- maranao
- maguindanao
- iranun ou iranon